# Antonín Fantiš
Antonín Fantiš (* 15. duben 1992, Praha, ČSFR) je český fotbalový záložník a bývalý mládežnický reprezentant, od června 2019 hráč klubu FC Fastav Zlín.

## Klubová kariéra
S fotbalem začínal v Praze, konkrétně v Bohemians Praha 1905. V létě 2008 si ho vyhlédl trenér Massimo Morales a Fantiš tak přestoupil do 1. FK Příbram. Hned následující sezonu si odbyl prvoligovou premiéru.

### FC Baník Ostrava
V roce 2010 ho získal za 20 milionů korun Baník Ostrava, kde podepsal smlouvu na 2 roky s dvouletou opcí.[zdroj?] V sezóně 2012/13 dosáhl mety 100 ligových startů. Celkem v dresu Baníku odehrál 81 ligových zápasů, ve kterých vstřelil 11 branek.

### FK Baumit Jablonec
V prosinci 2013 přestoupil z Baníku do klubu FK Baumit Jablonec, kde podepsal smlouvu na tři roky platnou od 1. ledna 2014. V roce 2015 laboroval s vážným zraněním kolene.

### FC Fastav Zlín
V září 2015 odešel na hostování do moravského klubu FC Fastav Zlín, nováčka nejvyšší české ligy. V lednu 2016 do Fastavu Zlín přestoupil, podepsal dlouhodobou smlouvu.
Se zlínským týmem slavil v sezóně 2016/17 triumf v českém poháru.

### 1. FK Příbram (hostování)
Začátkem září 2017 odešel ze Zlína na hostování do druholigového českého klubu 1. FK Příbram.

## Reprezentační kariéra
Fantiš je reprezentantem ČR již od kategorie do 16 let.
Byl členem českého týmu na Mistrovství světa hráčů do 20 let 2009 v Egyptě, kde ČR vypadla v osmifinále s Maďarskem na penalty 3:4 (po prodloužení byl stav 2:2).
S reprezentací do 19 let získal stříbrné medaile na mistrovství Evropy hráčů do 19 let 2011 v Rumunsku po finálové porážce 2:3 po prodloužení se Španělskem.